# Jacques Arcadelt
Jacques Arcadelt [Jacobus, Jacob, Archadelt, Arcadet] (né le 10 août 1507 à Namur, mort le 14 octobre 1568 à Paris) est un chanteur et un compositeur de l’école franco-flamande, actif à Florence, Rome et Paris. Sa riche production touche toutes les formes de musique en usage à son époque, en particulier le madrigal et la chanson.
Bien qu'il ait également écrit de la musique vocale sacrée, il fut l'un des premiers compositeurs de madrigaux ; son premier livre de madrigaux, publié moins d'une décennie après l'apparition des premiers exemples de la forme, était la collection de madrigaux la plus largement imprimée de toute l'époque.
En plus de son travail en tant que madrigaliste, et le distinguant des autres premiers compositeurs éminents de madrigaux — Philippe Verdelot et Costanzo Festa —, il était tout aussi prolifique et adepte de la composition de chansons, particulièrement à la fin de sa carrière lorsqu'il vivait à Paris.
Arcadelt était le membre le plus influent de la première phase de la composition madrigale, la phase « classique » ; c'est grâce aux publications d'Arcadelt, plus que celles de tout autre compositeur, que le madrigal s'est fait connaître hors d'Italie. Les compositeurs ultérieurs considéraient le style d'Arcadelt comme représentant un idéal ; des réimpressions ultérieures de son premier livre de madrigaux ont souvent été utilisées pour l'enseignement, les réimpressions apparaissant plus d'un siècle après sa publication originale.

## Biographie
Jacques Arcadelt est baptisé le 10 août 1507 à Namur. Il est fils de Gérard Fayl dele Arche d’Elte, un maître de forge et fabricant d’armes à Haltinne, un peu à l’est de Namur.
En 1515, il apparaît parmi les enfants de chœur instruits par Alexandre de Clèves, maître de musique de la collégiale Saint-Pierre-au-Château parmi lesquels se trouve également Pierre Certon. Cette même année, il est récompensé avec d’autres chanteurs pour deux manifestations organisées par la ville.
On trouve encore sa trace — toujours sous le nom de Jacobus de Arca d’Elta — de 1516 à 1519, en tant qu'enfant de chœur, au sein de la maîtrise de la collégiale Saint-Aubain, sous la direction du maître de musique Lambert Masson, puis de 1519 à 1524 chez le maître Charles de Nicquet, maître de la grande école, et repéré encore en décembre 1526, lors de festivités offertes pour célébrer une victoire militaire. Peut-être a-t-il profité des relations internationales de son père, qui traitait avec des acheteurs d’armes ; peut-être a-t-il été repéré et emmené par un noble ou un notable qui souhaitait s’attacher ses services ; toujours est-il qu’il part en Italie, peu après ses 19 ans.

### Les années italiennes: Florence...
Les premières compositions qu’on possède de sa main montrent qu’il a dû être en Italie dès la fin des années 1520 ; sa présence à Florence est d’ailleurs attestée dès 1534 comme compositeur de madrigaux et en 1535 quand il se trouve au service du duc Alexandre de Médicis. Il semble avoir été aussi attaché à Roberto Pucci, un proche des Médicis qui alternait des séjours à Rome et à Florence et qui s’établit à Rome après avoir été fait cardinal en 1537.
C’est dans les années 1530 qu’Arcadelt écrivit une quantité considérable de madrigaux ; il est considéré en cela comme un continuateur de Philippe Verdelot, un des premiers créateurs de cette forme. Son style s’imprègne clairement de la manière de Verdelot, et mûrit rapidement jusqu’à lui procurer une célébrité considérable.

### ... puis Rome
Après l’assassinat du duc Alexandre en 1537, Arcadelt se déplace à Rome. Sa présence y est attestée en 1538 par une composition faite pour les noces de Marguerite d’Autriche (veuve du duc Alexandre) et d’Octave Farnèse. On suppose qu’il est le Jacobus flandrus qui est admis à la Cappella Giulia en 1539. Il est en tout cas admis fin 1540 à la chapelle Sixtine comme maître des enfants (probablement protégé par le pape Paul III, un Farnèse). Il reste à ce poste jusqu’à l’été 1551, date à laquelle il repart en France (avec toutefois un voyage en France en 1547).
Entre 1538 et 1544, l’imprimeur vénitien Antonio Gardano édite cinq livres de ses madrigaux, qui connaissent un succès considérable, et sont souvent réédités.

### Paris
La mort de Paul III en 1549 fut peut-être l’occasion pour Arcadelt de rechercher un nouvel emploi. Revenu en France, il entre vers 1552 comme maître de chapelle auprès du cardinal Charles de Lorraine, un membre influent de la cour de France. Le titre fait d'abord référence à sa qualité de musicien du roi : il est chantre de la Chambre du roi entre 1556 et 1560, aux gages annuels de 200 lt (livres tournois). À ce titre, il a été récompensé par des canonicats (des prébendes canoniales y étaient également attachées).
Durant cette période, nombre de ses œuvres paraissent chez les imprimeurs Adrian Le Roy et Robert Ballard : des airs et des chansons essentiellement mais aussi des messes, des Lamentations et un Magnificat.
Arcadelt meurt le 14 octobre 1568, probablement à Paris. Il est alors remplacé par Jean Durantel à son poste de chantre ordinaire de la Chambre.

## Œuvres
Jacques Arcadelt laisse 250 œuvres. Ses œuvres complètes ont été éditées par Albert Seay : Jacobus Arcadelt : Opera omnia ; Corpus Mensurabili Musisae, xxxi, vol. 1–10 (1965–71). Voir le détail des volumes ici.

### Musique sacrée: messes, lamentations et magnificat
- Missæ tres… nunc primum in lucem aeditae, cum quatuor & quinque vocibus ad imitationem modulorum… Paris : Adrian Le Roy et Robert Ballard, 1557. 1 vol. 2°, 44 f. RISM A 1384, Lesure 1955 n° 23.

Contient les messes Noe, noe à 4 v. sur un motet de Jean Mouton, Ave regina cœlorum à 5 v. sur un motet d’Andreas de Silva, et Vulgaris Beate Virginis, à 4 v.
- Lamentationes Jeremiæ en 3 sections, à 4 et 5 v., dans le recueil Piissimæ ac sacratissimæ lamentationes Jeremiæ Prophetae, nuper a varijs auctoribus compositæ pluribus vocibus distinctæ, & nunc primum in lucem editæ. Paris : Adrian Le Roy et Robert Ballard, 1557. 1 vol. 2°, 22 f. RISM 15577, Lesure 1955 n° 31. Contient les Lamentations de Jérémie divisées en trois sections (Zain, Nun, Jerusalem, puis Caph, Lamed, Jerusalem, puis Res, Zain, Jerusalem).
- Magnificat primi toni, 4-6 v., dans le recueil Canticum beatæ Mariæ Virginis (quod Magnificat inscribitur) octo modis a diversis auctoribus compositum ; nunc primum in lucem æditum… Paris : Adrian Le Roy et Robert Ballard, 1557. 1 vol. 2°, 26 f. RISM 15578, Lesure 1955 n° 32.

Cette partie de la musique religieuse d’Arcadelt, publiée en 1557, semble l’avoir été bien après sa composition, qui a dû intervenir lors de ses années italiennes. Son style apparaît être influencé par Jean Mouton (dont il reprend d’ailleurs un motet pour sa messe Noe noe).

### Musique sacrée: motets
Seulement 24 motets sont recensés (liste dans Haar-Glotzer), qui à la différence des œuvres précédentes sont surtout publiés durant les années italiennes. Ils paraissent à Lyon chez Jacques Moderne en 1532, 1538 et 1539, à Ferrare chez J. de Buglhat en 1538 et 1539, à Venise chez Antonio Gardano en 1539 et chez deux imprimeurs allemands à Augsbourg (1540, 1545) et à Nuremberg (1564).
La présence de motets dans des manuscrits romains (Bibl. Vaticane : CS 13, CS 24 et CS 2412) de même qu’à la Bibl. Vallicelliana (SI 35-40) atteste qu’ils ont été non seulement composés à Rome mais aussi chantés sur place à la chapelle Sixtine.

### Musique spirituelle
La production de musique spirituelle date de sa période parisienne, avec une chanson spirituelle et six psaumes composés en forme de motet :
- Dont vient l’esjouissance, à 4 v., dans le Tiers livre de chansons spirituelles, Paris : Adrian Le Roy et Robert Ballard, 1553 (Lesure 1955 n° 7 bis, RISM 155319).
- Six psalmes de David, composés en musique au long (en forme de motetz) à quatre & cinq parties… Paris : Adrian Le Roy et Robert Ballard, 1559. 4 vol. 4° obl. LRB n° 53, inconnu du RISM. Berkeley (CA) : Jean Gray Hargrove Music Library : M2092.G68.P8 1558 (Bassus seul).

Contient : Il faut que de tous mes esprits (Ps. 138), La terre au Seigneur appartient (Ps. 24), Estant assis aux rives aquatiques (Ps. 137), Bien heureux est quiconques (Ps. 128), Du fons de ma pensée (Ps. 130), Qui est-ce qui conversera (Ps. 15).
Cinq d’entre eux (sauf Bien heureux est quiconques) sont copiés dans le manuscrit Genève BGE : Mus. Ms. 572.
Le Ps. 138 était déjà publié dans Le second livre des pseaulmes et sentences, tirées tant du Psalmiste royal que des autres sainct prophetes, mis en musique en forme de motetz, par divers excellens musiciens… [Genève] : Simon Du Bosc et Guillaume Guéroult, 1555. 4 vol. 8° obl. RISM 155516.
Le Ps. 128 l’était également dans Le Premier livre des pseaulmes et sentences… Mis en musique en forme de motetz, par divers excellens musiciens. [Genève] : Simon Du Bosc et Guillaume Guéroult, 1554. 4 vol. 8° obl. Sur cette source récemment redécouverte, voir Duchamp 2011.
- Voir plus bas à propos des contrafacta protestants qui ont été publiés en 1572 sur 44 de ses chansons profanes.

### Musique profane: les madrigaux

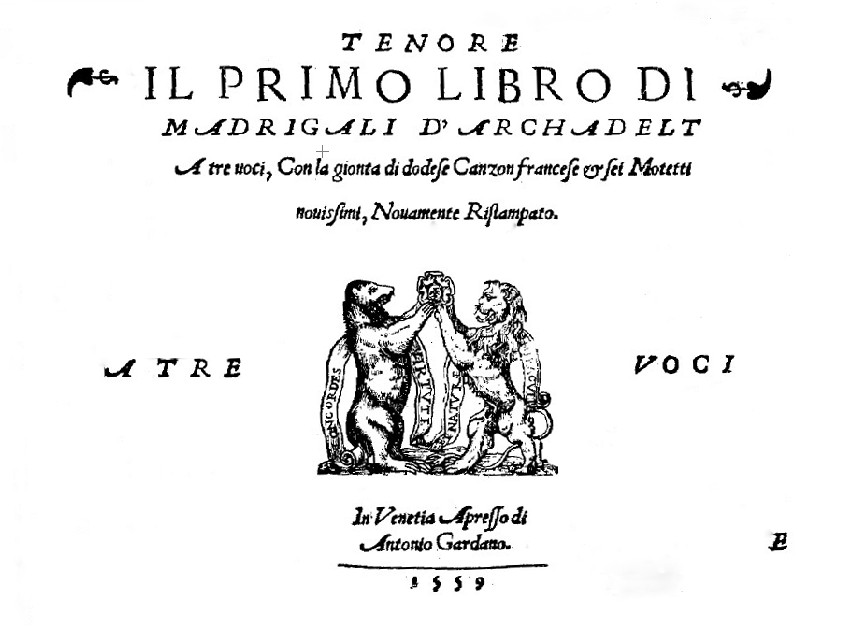
Page de titre d'une réédition vénitienne du Primo libro di madrigali (Venise, 1559).

- Il primo libro di madrigali … a 4 voci… Venise : Antonio Gardano, 1539. RISM A 1314.

La toute première édition de ce premier livre daterait de 1538 et est perdue. Très nombreuses rééditions jusque vers 1640, essentiellement à Venise mais aussi à Rome, Naples, Perugia, Bracciano (RISM A 1315 à 1366). Ce volume est le recueil de madrigaux qui a été le plus réédité de toute l’histoire du madrigal.
- Il vero secondo libro de madrigali… a 4 voci… Venise : Antonio Gardano, 1539. RISM A 1369.

Cinq rééditions jusqu’en 1560, toutes à Venise.
- Terzo libro de i madrigali novissimi… a quattro voci. Venise : Girolamo Scotto, 1539. RISM A 1374.

Trois rééditions jusqu’en 1556, toutes à Venise.
- Il quarto libro di madrigali… a quatro voci. Venise : 1539. RISM A 1379.

Dont on ne connaît que deux rééditions seulement jusqu’en 1545, toutes vénitiennes.
- Il quinto libro di madrigali… a quatro voci… Venise : Antonio Gardano, 1544. RISM A 1383. Ce livre est le seul qui contient des pièces qui auraient pu être composées durant sa période romaine.
- Primo libro di madrigali … a 3 voci. Venise : Antonio Gardano, 1542. RISM A 1309 et 154218.

Plusieurs rééditions à Venise jusqu’en 1587, et une à Paris en 1601.
Par ailleurs d’autres pièces paraissent dans de nombreux recueils entre 1537 et 1559 (liste dans Haar-Glotzer ou dans les Opera omnia), tous vénitiens hormis un de 1555 (imprimé à Pesaro).
Ce succès explique naturellement qu’on retrouve quelques madrigaux dans plusieurs manuscrits du temps : Bruxelles Bibl. du Conservatoire : 27511 et 27731, Florence Bibl. du Conservatoire Baseri 2495, enfin Florence Bibl. Nazionale Magl. XIX 99–102 et Magl. XIX 122–125 ; ils y voisinent parfois avec des pièces de ses contemporains : Francesco Layolle, Francesco Corteccia, Philippe Verdelot et bien sûr Costanzo Festa. Il explique également l’existence de nombreuses mises en tablature pour luth ou pour guitare, et même de viole.
La totalité de sa production madrigalesque avoisine les 250 pièces et c’est naturellement à elle qu’Arcadelt a dû sa première renommée. Elle est essentiellement à quatre voix, à l’exception d’un livre tardif de madrigaux à trois voix (1542) et de quelques pièces à 5 ou 6 voix. L’étude des sources révèle que quelques pièces imprimées sous le nom d’Arcadelt reviennent en fait à Jacquet de Berchem, à Layolle ou à Corteccia, les imprimeurs n’ayant pas hésité à grossir des volumes qui se vendaient très bien. En 1555 un cycle de madrigaux écrit sur des canzone de Pétrarque apparaît être un des premiers du genre.
Au bout du compte, ces œuvres ont fait d’Arcadelt un des premiers maîtres du madrigal, usant d’un style élégant, souple et jamais trop complexe, et ouvrant la voie à la génération suivante des madrigalistes. Ses œuvres sont écrites sur des textes de Pétrarque bien sûr, mais aussi de Jacopo Sannazaro, Pietro Bembo, Benedetto Varchi, et même pour deux d’entre eux de Michel-Ange, outre de nombreux poètes restés anonymes.

### Musique profane: les chansons
Quelques rares chansons d’Arcadelt ont paru dès 1537 chez Pierre Attaingnant jusqu’en 1550, d’où il ressort que son séjour italien ne lui a jamais fait oublier sa langue maternelle. D’autres encore paraissent chez Nicolas Du Chemin en 1551 et 1552. Le reste sort des presses d’Adrian Le Roy et Robert I Ballard, dans une quantité de recueils qui se succèdent jusqu’en 1573. Le premier recueil où il est prépondérant est le Tiers livre de chansons de 1554 avec 16 chansons sur 22, ce qui est sans doute un signe tangible de son retour à Paris.
Les mêmes presses éditent entre 1561 et 1569 quelques recueils presque entièrement consacrés à lui :
- Quatorsiesme livre de chansons nouvellement composées en musique à quatre, cinq, et six parties par M. Iacques Arcadet, & autres autheurs.... Paris : Adrian Le Roy et Robert Ballard, 1561. 4 vol. 8° obl. RISM 15616, Lesure 1955 n° 75.
- Tiers livre de chansons nouvellement composées en musique à quatre parties par M. Arcadet & autres autheurs.... Paris : Adrian Le Roy et Robert Ballard, 1567. 4 vol. 8° obl. RISM 15674, Lesure 1955 n° 120.

Recueil réédité en 1573 (RISM 15735, Lesure 1955 n° 173).
- Quatrieme livre de chansons nouvellement composé à quatre parties par M. Arcadet & autres autheurs... Paris : Adrian Le Roy et Robert Ballard, 1567. 4 vol. 8° obl. RISM 15675, Lesure 1955 n° 121.

Recueil réédité en 1573 (RISM 15736, Lesure 1955 n° 174).
- Cinquiesme livre de chansons nouvellement composé à quatre parties par M. Arcadet & autres autheurs... Paris : Adrian Le Roy et Robert Ballard, 1567. 4 vol. 8° obl. RISM 15676, Lesure 1955 n° 122.

Recueil réédité en 1573 (RISM 15737, Lesure 1955 n° 175).
- Sisieme livre de chansons à quatre & cinq parties, de I. Arcadet, & autres... Paris : Adrian Le Roy et Robert Ballard, 1569. 4 vol. 8° obl. RISM 156913, Lesure 1955 n° 134.
- Neuvième livre de chansons à quatre, cinq & six parties, de I. Arcadet, & autres... Paris : Adrian Le Roy et Robert Ballard, 1569. 4 vol. 8° obl. RISM 156914, Lesure 1955 n° 135.

Mais plusieurs des volumes ci-dessus sont en fait des versions remaniées de recueils parus plus tôt et comprenant un nombre moins importants de chansons d’Arcadelt. Le total de ses chansons se monte à 125 pièces. D'un style assez simple, parfois répétitif, elles évoluent vers une manière plus élaborée, mais qui garde (comme ses madrigaux) une certaine simplicité intrinsèque sans jamais atteindre à la complexité du style du motet. Quelques passerelles entre madrigal et chanson peuvent être détectées, soit par un style similaire, soit même par l’usage du réemploi de la musique d’un madrigal sur un texte français.
La plupart des textes identifiés sont des poèmes de Mellin de Saint-Gelais. Il existe par ailleurs quelques chansons dont l’attribution lui est disputée, avec Pierre Certon notamment.
En 1572 paraît chez Jean de Tournes à Lyon un recueil de 45 chansons d'Arcadelt, « recueillies et revues par Claude Goudimel », dont 44 ont reçu des textes spirituels protestants à la place des textes profanes. Cette édition est rééditée en 1586 à Genève par le même imprimeur.
Quelques manuscrits contiennent des chansons d'Arcadelt, dont celui d'Aberdeen.

### Musique profane: les pièces latines
Deux recueils de 1556 et 1559 révèlent cinq chansons latines écrites sur des vers de Virgile, d’Horace ou de Martial.